# Riga (strumento)
La riga graduata è un semplice strumento per la misurazione di lunghezze.
Essa è costituita da una barretta in cui è stata tracciata una scala graduata.

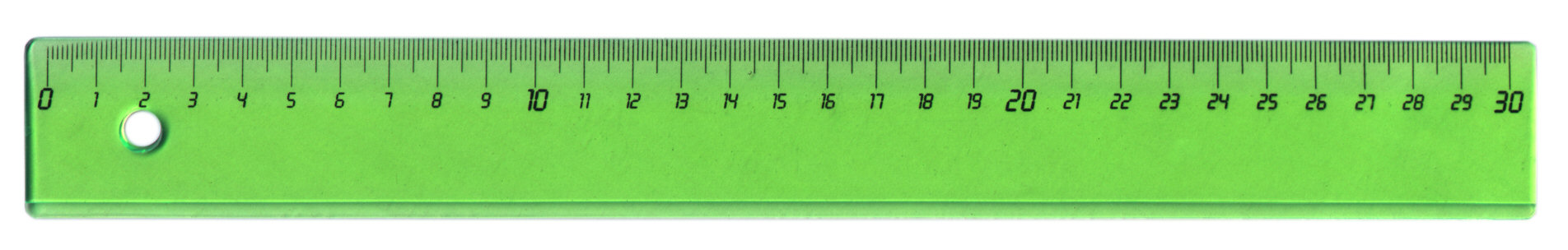
Un righello da 30 cm

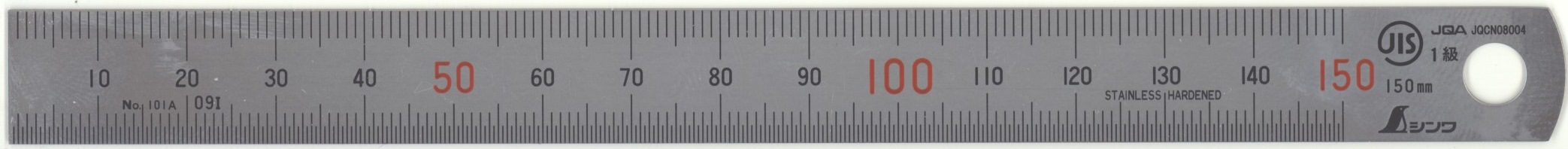
Righello con mm

Ne esistono sostanzialmente di due tipi:
1. rigide, le più precise (Es. aste metriche, righelli, metri ripiegabili).
2. flessibili, meno precise, ma che permettono di effettuare misure su superfici leggermente curve (Es. righelli flessibili, flessometri).

Le comuni righe, usate in cancelleria o per il disegno tecnico, vengono realizzate in plastica per via dell'economicità di realizzazione; più raramente, si possono trovare realizzate con il tradizionale legno. Queste tipologie presentano spesso scarsa precisione a causa di difetti di costruzione, inoltre hanno la tendenza a deformarsi e rovinarsi durante l'uso; proprio per prevenire questi inconvenienti le righe e i righelli di legno sono dotati di una scala millimetrata realizzata in plastica bianca, applicata sul bordo dello strumento. Per uso professionale sono da preferirsi quelle in cui la scala metrica è incisa nel materiale con il quale è costruita la riga.
Per ridurre i problemi di deformazione e di usura, le righe possono essere realizzate in alluminio, in quanto, pur essendo più resistente della plastica, è un materiale relativamente leggero. Le righe destinate alle officine e ai laboratori meccanici necessitano di resistenza ancora maggiore, vengono pertanto realizzate in acciaio inossidabile (onde prevenire che la formazione di ruggine renda difficoltosa la lettura o cancelli la scala).
Le righe realizzate in metallo presentano la superficie opacizzata per evitare abbagliamenti durante la lettura nelle officine o nei laboratori meccanici. Le righe realizzate in legno o plastica, usate in cancelleria o per il disegno tecnico, sono comunemente utilizzate a scuola e vengono custodite nell'astuccio. Un righello di un software può essere utilizzato per misurare i pixel sullo schermo di un computer o su un telefono cellulare. Esempi di software con la possibilità di usare righelli sono Adobe Photoshop, Adobe Illustrator, Adobe Indesign, Adobe Dreamweaver, Gimp, Inkscape, Microsoft Word, Apache Open Office Writer.

## Storia

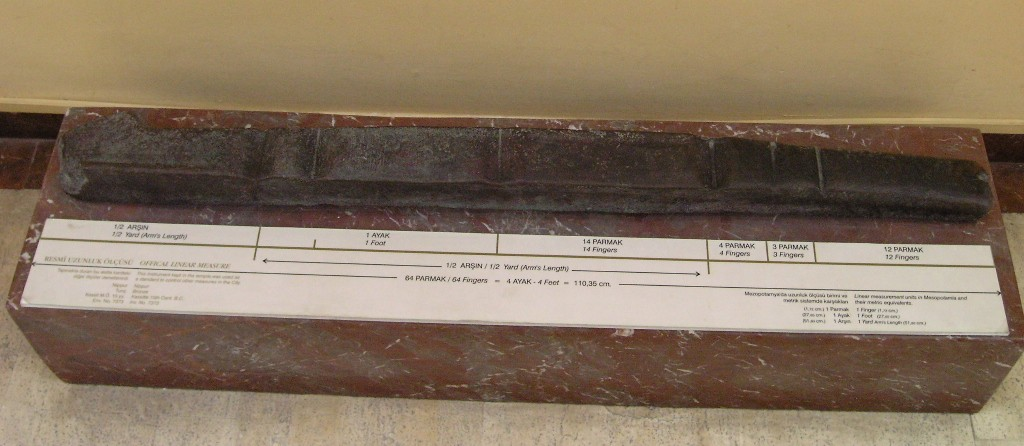
Il bastone con il cubito come unità di misura trovato a Nippur nel 2650 a.C., conservato nel Museo Archeologico di Istanbul, Turchia

Nella storia della misurazione sono state utilizzate molte unità di distanza basate su parti del corpo umano come il cubito, la mano e il piede che variavano in lunghezza in base all'epoca e alla posizione. Alla fine del 18º secolo il sistema metrico è entrato in uso ed è stato adottato in varia misura in quasi tutti i paesi del mondo. La più antica barra di misurazione conservata è una barra in lega di rame che risale al c. 2650 a.C. e fu trovato dall'assiriologo tedesco Eckhard Unger mentre scavava a Nippur. Righe in avorio erano in uso dalla Civiltà della valle dell'Indo nel periodo precedente al 1500 a.C. Gli scavi a Lothal (2400 a.C.) hanno trovato uno di questi righelli calibrato a circa 1 ⁄ 16 pollici (1,6 mm). Ian Whitelaw sostiene che il righello Mohenjo-daro è diviso in unità corrispondenti a 1,32 pollici (33,5 mm) e queste sono contrassegnate in suddivisioni decimali con sorprendente precisione, entro 0,005 pollici (0,13 mm). I mattoni antichi trovati in tutta la regione hanno dimensioni che corrispondono a queste unità.
Anton Ullrich ha inventato il righello pieghevole nel 1851. Frank Hunt ha poi realizzato il righello flessibile nel 1902.

## Righelli curvi e flessibili

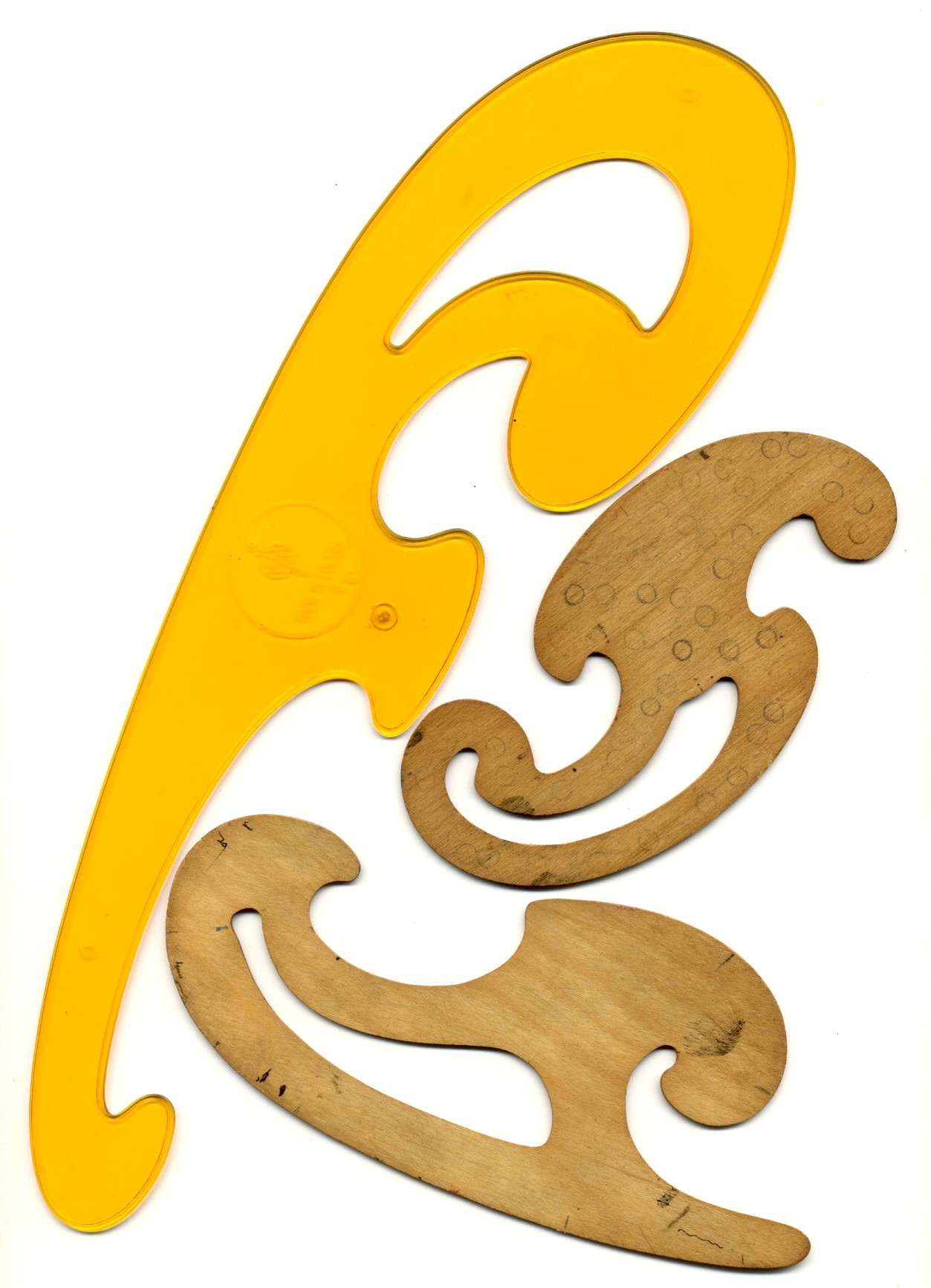
Curvilineo

L'equivalente di un righello per disegnare o riprodurre una curva liscia, dove assume la forma di un modello rigido, è noto come curvilineo. Un dispositivo flessibile che può essere piegato nella forma desiderata è noto come spline piatta o (nella sua incarnazione più moderna) curva flessibile. Storicamente, una regola di piombo flessibile usata dai muratori che poteva essere piegata alle curve di una modanatura era nota come regola lesbica.

## Applicazioni del righello in geometria

Disegno di un esagono regolare inscritto in una circonferenza, con animazione di riga e compasso

In geometria, un righello senza segni su di esso (una riga) può essere utilizzato solo per disegnare linee rette tra i punti. Un righello viene utilizzato anche per aiutare a disegnare grafici e tabelle accurate.
Costruzioni con riga e compasso si riferisce a costruzioni che utilizzano un righello non contrassegnato e un compasso. È possibile dividere in due un angolo in due parti uguali con un righello e un compasso. Si può dimostrare, tuttavia, che è impossibile dividere un angolo in tre parti uguali usando solo un compasso e un righello: il problema della trisezione dell'angolo. Tuttavia, se sono consentiti due segni sul righello, il problema diventa risolvibile.

## Righello rotante

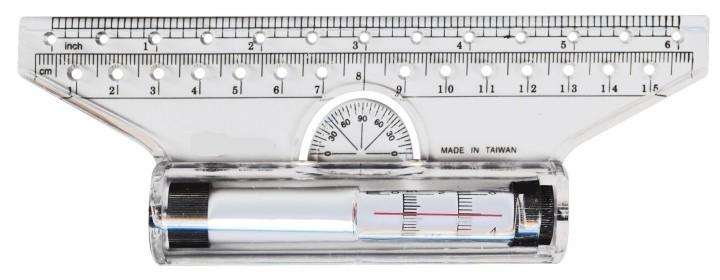
Righello rotante parallelo

Un righello rotante è un righello che contiene un cilindro molto simile a un mattarello all'interno, consentendogli così di "rotolare" lungo un foglio di carta o altra superficie in cui viene utilizzato. Un righello rotante può disegnare linee rette e parallele e include anche altri strumenti, che gli consentono di svolgere il lavoro di un goniometro e di un compasso.
Il moderno righello mobile, con goniometro, perno di articolazione e più fori che fungono da misurazioni a lunghezza fissa è stato brevettato negli Stati Uniti nel 1991 da Wei Wang.

## Scale

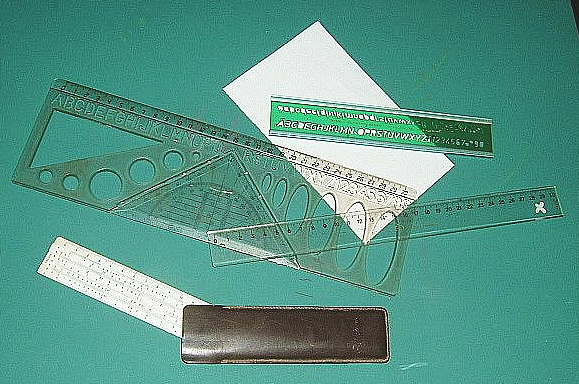
Vari tipi di riga

Le righe più semplici dispongono di una sola scala metrica, tracciata lungo un lato della stessa, altre dispongono di due scale realizzate sugli opposti lati della riga. Per l'uso ancora rilevante di standard anglosassoni, le righe destinate alle officine dispongono spesso sia di una scala metrica, che di una in pollici.
La risoluzione tipica di queste scale è del millimetro (più raramente 0,5 mm); risoluzioni minori perdono di significato per l'oggettiva difficoltà dell'operatore di risolvere visivamente la misura.
Le scale sono realizzate per dare la migliore accuratezza a 20 °C; a temperature differenti potrebbe essere necessario tenere conto della dilatazione dello strumento (anche se, vista la tipica bassa risoluzione dello strumento, il problema si pone in modo sensibile solo per righe molto lunghe e differenziali termici elevati).
A volte, l'inizio scala coincide con un'estremità della riga stessa. Questo per rendere possibile la lettura di profondità o per facilitare l'utilizzo di strumenti piani come battute per il migliore allineamento dell'inizio scala con un capo della lunghezza da misurare.

## Simbolismo
Il Regolo in Massoneria simbolizza la rettitudine ed il senso della misura che sempre devono guidare le azioni dell'uomo. È l'espressione dell'individuo razionale, autosufficiente, equilibrato e capace di avanzare con determinazione e sicurezza.